# Винарчук Андрій Вікторович
Андрі́й Ві́кторович Винарчу́к (28 серпня 1982 — 6 липня 2024) — військовослужбовець Збройних сил України, учасник російсько-української війни.

## Життєпис
Народився 28 серпня 1982 року в селі Чорнобаївка. Закінчив місцеву школу, в якій з 2014 по 2022 роки потім працював. У вільний час виготовляв меблі з дерева, мав до цього хист і столярний цех вдома.
З початку повномасштабного російського вторгнення жив у Чорнобаївці разом зі своїм сином, якого виховував сам. Пережив весь період окупації та хотів йти служити.
24 квітня 2024 року добровільно пішов служити. Пройшов 2 місяці навчання та вступив на службу до 95 ОДШБр навідником. Його бригада захищала околиці міста Торецьк Бахмутського району Донецької області. 31 червня 2024 року з ним пропав зв'язок, а сповіщення про те, що Андрій зник безвісти, було 6.07.2024 року. Лише 13 серпня 2024 року, під час евакуації тіл загиблих військовослужбовців у місті Торецьк, виявили, що Винарчук Андрій Вікторович загинув внаслідок артилерійського обстрілу позицій 6 липня 2024 року в селі Північне на околиці міста Торецьк Бахмутського району Донецької області.

## Нагороди та вшанування пам'яті
- Орден «За мужність» ІІІ ступеня (25 грудня 2024) — за особисту мужність, виявлену у захисті державного суверенітету та територіальної цілісності України, самовіддане виконання військового обов'язку[4]
- Портрет Винарчука Андрія Вікторовича встановлено на Алеї Героїв у селі Чорнобаївка.